# Madenler, Evciler
Madenler là một xã thuộc huyện Evciler, tỉnh Afyonkarahisar, Thổ Nhĩ Kỳ. Dân số thời điểm năm 2011 là 456 người.